# Charles Pellat
Charles Pellat (Souk Ahras, 28 settembre 1914 – Bourg-la-Reine, 28 ottobre 1992) è stato un arabista e islamista francese.
Nato in Algeria, in un piccolo centro del dipartimento di Costantina, andò a risiedere con la propria famiglia in Marocco nel 1924. Frequentato il liceo di Casablanca, il giovane Charles prese nel 1935 il suo diploma di studi superiori a Bordeaux, conseguendo anche il diploma di arabo presso l'Institut des Hautes Etudes Marocaines. Aveva dapprima preso a studiare la lingua berbera ma, a causa della prospettiva di sbocchi professionali assai ridotti, si era presto orientato verso la lingua araba.
Laureato in arabo nel 1946, Charles Pellat insegnò dapprima a Parigi presso il Liceo Luigi XIV di Francia nel 1947, poi nell'Institut National des Langues et Civilisations Orientales, INALCO (allora École nationale des langues orientales vivantes) dal 1951 al 1956, e infine nella Sorbonne dal 1956 fino al suo pensionamento nel 1978. Occupò anche la carica di Direttore del Dipartimento d'Islamistica.
Fu membro dell'Institut de France e componente prestigioso di diversi comitati di redazione di riviste scientifiche d'Islamistica di diffusione internazionale.
Tra le sue opere più importanti figura Le Milieu bas̩rien et la formation d'al-Ǧah̩iz̩. 
Partecipò attivamente alla redazione e all'edizione dei primi 7 volumi della seconda edizione della Encyclopædia of Islam.
Le sue memorie sono state pubblicate nel 2007 dalla Libreria editrice Abencérage sotto il titolo Une Vie d'arabisant.

## Opere scelte
- La Littérature arabe des origines à l'époque de la dynastie umayyade: leçons professées en arabe / Carlo Alfonso Nallino. Trad. franç. par Charles Pellat d'après la version ital. de Maria Nallino / Carlo Alfonso Nallino, Paris, Maisonneuve, 1950
- Le livre des avares / ʿAmr Ibn Baḥr al-Ǧāḥiẓ, Paris, Maisonneuve, 1951 (Islam d'hier et d'aujourd'hui; 10) (Kitāb al-buhalāʾ)
- L'arabe vivant. Mots arabes groupes d'apres le sens et vocabulaire fondamental de l'arabe moderne, Paris, 1952.
- Langue et littérature arabes, Paris, Colin, 1952
- Le milieu baṣrien et la formation de Ǧāḥiẓ, Paris, Adrien Maisonneuve, 1953
- Le Livre de la couronne / al-Ǧāḥiẓ", Paris, Société d'édition "Les belles lettres", 1954
- Le Kitāb at-tarbīʿ wa-t-tadwīr de Ğāḥiẓ / Jāḥiẓ, Damas, Institut franc̜ais de Damas, 1955
- Textes berbères dans le parler des Ait Seghrouchen de la Moulouya, Paris, Larose, 1955
- Livre des mulets / Abū-ʿUthmān ʿAmr Ibn-Baḥr al Jāḥiẓ, Il Cairo, Muṣṭafā al-Bābī al-Ḥalabī, 1955 (Bibliothèque Jàhizienne)
- Introduction à l'arabe moderne, Paris, Librairie d'Amerique et d'Orient, Adrien-Maisonneuve, 1961
- Le calendrier de Cordoue / Abu l-Ḥasan ʿArīb Ibn Saʿd al-Kātib al-Qurṭubī. - Nouv. éd. du premier impr. 1873, Leiden. E.J. Brill, 1961
- L'arabe vivant. Mots arabes groupés d'après le sens et vocabulaire fondamental de l'arabe moderne, Paris, Adrien-Maisonneuve, 1966
- Introduction a l'arabe moderne, Paris, J. Maisonneuve, 1974.
- Actes du XXIXe Congrès ... / Langue et littérature: Vol. 1-3, 1975
- Dictionnaire arabe-français-anglais / T. 3 / Ǧasaʿa - Ḥadā / Régis Blachère, 1976
- Etudes sur l'histoire socio-culturelle de l'Islam, VIIe-XVe s., London, Variorum reprints, 1976.
- Conseilleur du calife / Ibn al-Muqaffaʿ, Paris, G.-P. Maisonneuve et Larose, 1976
- Textes arabes relatifs à la dactylonomie, Paris, Maisonneuve & Larose, 1977
- Cinq calendries égyptiens, Le Caire, Inst. français d'archéologie orientale, 1986
- Dictionnaire arabe-français-anglais / T. 4 / [Ḥḏḥḏ - Ḥṣwy / Moustafa Chouémi, 1988
- Pellat, C./Schmitt, A.: «Liwât» by Charles Pellat. Anonymously published in The Encyclopaedia of Islam, annotated by Arno Schmitt, in: Schmitt, A./Sofer, Jehoeda (ed.): "Sexuality; Eroticism Among Males in Muslim Societies", 1995.